# Elio Lannutti
Elio Lannutti (Archi, 8 ottobre 1948) è un giornalista, saggista e politico italiano, dal 1987 al 2017 presidente dell'Adusbef (Associazione Difesa Utenti Servizi Bancari, Finanziari, Assicurativi).

## Biografia
Nato ad Archi, in provincia di Chieti, è residente a Montecchio, in provincia di Terni. Figlio di contadini della provincia di Chieti, incomincia precocemente a lavorare per contribuire alle entrate familiari. Poco tempo dopo emigra in Germania, dove lavora come operaio. Tornato in Italia, nel 1973 si trasferisce a Roma e nel 1977 si laurea in sociologia con indirizzo economico presso l'Università La Sapienza. Si trasferisce poi a Napoli dove è assunto come impiegato presso il Banco di Roma: svolge tale professione per 15 anni, divenendo anche dirigente sindacale CGIL.
Nel 1987, insieme con altri operatori del settore bancario-assicurativo, fonda l'Adusbef (Associazione Difesa Utenti Servizi Bancari, Finanziari, Assicurativi), un'associazione indipendente di consumatori della quale è stato presidente fin dalla fondazione.
Giornalista pubblicista dal 1987, ha collaborato con importanti testate (tra le quali Il Messaggero (1986-1989) e la Repubblica-Affari & Finanza (1988-1991), Avvenimenti (1987-1999) su temi bancari e finanziari, in particolare su quelli riguardanti la tutela dei diritti dei consumatori-utenti. Nel 1992 lascia l'impiego bancario per intraprendere la professione giornalistica con un contratto di praticantato nel settimanale Avvenimenti, e nel 1997 diviene giornalista professionista.
È membro della Fondazione Italia USA e direttore responsabile di Teleambiente, emittente televisiva privata specializzata nelle tematiche ambientali.
È stato individuato da NewsGuard, azienda specializzata nel monitoraggio della disinformazione sul web, come uno dei “super-diffusori di disinformazione sul COVID-19 in Europa”.

### Attività politica
Nel 2001 si candida alle elezioni politiche con l'Italia dei Valori, senza essere eletto, per poi rompere con Antonio Di Pietro.
Nel 2006 si candida alla Camera dei deputati come indipendente nelle liste abruzzesi della Federazione dei Verdi, senza essere eletto. A ottobre dello stesso anno diventa presidente del Comitato Emas-Ecolabel per il triennio 2006-2009. Da dicembre 2007 al 2008 è componente del comitato Fondi Dormienti delle banche.

#### Al Senato con IdV
Nel 2008 viene candidato al Senato come capolista dell'Italia dei Valori in Veneto: eletto, diventa membro della 6ª Commissione permanente (Finanze e Tesoro), della Commissione parlamentare per il controllo sull'attività degli enti gestori di forme obbligatorie di previdenza e assistenza sociale (Enti Gestori), della Commissione Speciale per il controllo dei prezzi, e della delegazione NATO. Si impegna, in particolare, per l'approvazione della legge che regola la class action. L'attività parlamentare di Lannutti è stata da lui stesso raccolta in saggi editi a novembre 2008, luglio 2009 e febbraio 2010.
Nel corso del 2011 diventa critico nei confronti della linea politica espressa dal leader IdV Antonio Di Pietro, in particolare verso gli attacchi al capo dello Stato Giorgio Napolitano, ("di certo non mi ricandiderò con Di Pietro", dichiara a L'Espresso nel novembre del 2012), e a dicembre 2012 lascia il gruppo parlamentare dell'IdV per iscriversi al gruppo misto per la componente Unione Democratica Consumatori. Resta a palazzo Madama fino al marzo 2013.

#### Nel M5S
Il 3 aprile 2014 si iscrive al Movimento 5 Stelle, da lui definito come "la speranza di questo paese".
Alle elezioni politiche del 2018 si candida al Senato della Repubblica, nel Lazio, come capolista del Movimento 5 Stelle (collegio plurinominale Lazio-2). Eletto, entra a far parte della commissione finanze, e della commissione antimafia.
Il 17 febbraio 2021 è uno dei 15 senatori del M5S a votare contro la fiducia al governo Draghi. Il giorno dopo il capo politico del M5S, Vito Crimi, annuncia l'espulsione di tutti i 15 senatori che non hanno votato la fiducia al governo.

#### Il ritorno in IdV
Il 1º luglio 2021 aderisce insieme a Piera Aiello ed Elisabetta Trenta, anche loro fuoriuscite dal M5S, all'Italia dei Valori, tornando quindi dopo nove anni nel partito con cui aveva iniziato la propria carriera politica.
Il 27 aprile 2022 con altri ex-M5S, tra i quali Emanuele Dessì del Partito Comunista, dà vita al gruppo parlamentare C.A.L. (Costituzione Ambiente Lavoro) - PC - IdV.

## Controversie

### Teorie cospirazioniste
Il senatore, in più occasioni, ha espresso posizioni con le quali ha mostrato di dare credito a teorie del complotto tradizionalmente condivise in ambito razzista, antimassonico ed antisemita.
Il 23 giugno 2018 pubblica sul suo profilo Twitter un tweet in cui confida nell'affondamento delle navi delle ONG finanziate da George Soros "ed altri ideologhi della sostituzione etnica". Il 15 luglio dello stesso anno pubblica un altro tweet nel quale illustra la teoria del complotto sul piano Kalergi, un fantomatico piano di invasione dell’Europa da parte delle popolazioni asiatiche e africane.
Il 21 gennaio 2019 pubblica un post su Facebook e Twitter nel quale sostiene che il sistema bancario internazionale sarebbe controllato dal "Gruppo dei Savi di Sion", facendo espresso riferimento ai Protocolli dei Savi di Sion, che, in realtà, è un documento falso che fu diffuso intenzionalmente nell'Impero russo, all'inizio del XX secolo, con l'obiettivo esplicito di suscitare odio razziale verso la popolazione ebraica ivi residente. Dietro la stesura del testo (da lui definito un manifesto) ci sarebbe, secondo Lannutti, il banchiere ebreo Mayer Amschel Rothschild in combutta con i "Savi di Sion". Il post, ripreso dai telegiornali e dai giornali nazionali, suscita da più fronti aspre critiche per l'antisemitismo e il sostegno a teorie del complotto la cui falsità è stata inequivocabilmente dimostrata dagli storici. Il giorno successivo Luigi Di Maio, capo politico del Movimento 5 Stelle, ha commentato con una presa di distanza dall'affermazione del senatore, pur senza chiederne le dimissioni o minacciarne l'espulsione: "Come vicepresidente del Consiglio e come capo politico del M5S prendo le distanze, e con me tutto il Movimento, dalle considerazioni del Senatore Elio Lannutti".
Il 23 gennaio 2019 Ruth Dureghello, presidente della Comunità Ebraica di Roma, ha dichiarato al Corriere della Sera l'intenzione di presentare denuncia contro Lannutti per istigazione all'odio razziale. Nella stessa intervista Dureghello ha chiesto al Movimento 5 Stelle l'espulsione del senatore. Dall'11 febbraio 2019 Elio Lannutti risulta indagato dalla Procura della Repubblica di Roma per il reato di diffamazione aggravata dall'odio razziale..
il 5 febbraio 2020, però, il pubblico ministero Erminio D'Amelio chiede l'archiviazione del procedimento in quanto le “condivisioni dei post” risulterebbero coperte dalla causa di non punibilità espressa dall'art. 68 della Costituzione. Secondariamente, e senza subordine alcuno dalla superiore eccezione, quell'ufficio ha ritenuto la non sussistenza del reato ipotizzato, difettando gli estremi soggettivi ed oggettivi previsti dalla norma invocata a carico dell’interrogante e che la sua condotta, invece e più realisticamente, è espressione del diritto di critica, critica che è più aspra rispetto alla cronaca. Nel caso in esame, i “parametri guida” risultano rispettati con la conseguenza che non può ritenersi diffamatorio il contenuto di quanto pubblicato e condiviso sui post. A tale proposito (ha sottolineato la Procura di Roma) si evidenzia come le espressioni utilizzate risultano prive di espressioni offensive, non risolvendosi in alcun modo in un attacco personale e gratuito. Proprio nel solco di quanto finora delineato, per la Procura la condotta dell'interrogante «si inquadra nel diritto di “critica”». Per queste argomentazioni e considerato che “non sarebbe fondatamente sostenibile l'accusa in giudizio” e quindi “pervenire con certezza a una sentenza di condanna” proprio per l'”insussistenza degli elementi oggettivi e soggettivi del reato ipotizzato”, Per tali argomentazioni la Procura di Roma ha chiesto al “giudice delle indagini preliminari l'archiviazione del procedimento, stante l’infondatezza del reato”. Il 15 luglio 2021, accogliendo la richiesta del Pm, il Gip di Roma Monica Ciancio ha archiviato il procedimento nei confronti di Lannutti.

### Vaccini e case farmaceutiche
Il 29 novembre 2014 scrive, assieme al presidente di Federconsumatori Rosario Trefiletti, una nota nella quale chiede di chiarire 11 casi di morti sospette dopo la somministrazione del vaccino antinfluenzale, asserendo che "Non è la prima volta che le aziende farmaceutiche, aduse a pagare ed a corrompere per realizzare disegni criminosi sulla pelle degli ammalati, riescono a trovare sponde istituzionali, come nel caso del farmaco Avastin che ha visto coinvolta l'AIFA, per realizzare i propri profitti". Nel 2017 lascia la presidenza dell'Adusbef, per divenirne presidente onorario.
Il 23 ottobre 2017 sul suo profilo Twitter ha dichiarato che il medico Roberto Burioni, strenuo difensore delle vaccinazioni, sarebbe iscritto alla comunione massonica del Grande Oriente d'Italia, notizia non confermata.
Il 27 gennaio 2018, durante una puntata di Otto e mezzo su LA7, ha dichiarato riguardo all'obbligo vaccinale in Italia, pur non ritenendosi antivaccinista, che "quando c'è l'obbligo di fare determinate cose, quegli obblighi coincidono con gli interessi guarda caso delle società farmaceutiche che guarda caso finanziano alcuni partiti".

### Dichiarazioni su Sergio Mattarella
Il 31 dicembre 2018 suscita polemiche un suo tweet nel quale definisce il Presidente della Repubblica Sergio Mattarella “Padrino dell'anno”.

### Presidenza Commissione Parlamentare sulle banche
Nel dicembre 2019 il Senatore è al centro di aspre polemiche per la sua candidatura alla presidenza della Commissione parlamentare sulle banche, dopo lo scandalo relativo alla crisi e commissariamento della Banca Popolare di Bari, dove il figlio è stato assunto.

### COVID-19
Il 17 marzo 2020, poco dopo lo scoppio in Italia della pandemia da SARS-CoV-2, suscita polemiche una sua dichiarazione su Twitter, nella quale sostiene che il farmaco "Arbidol" sarebbe in grado di curare la polmonite causata dal virus, chiedendosi per quale motivo il farmaco non sia venduto in Italia. La notizia viene tuttavia smentita ampiamente dalla comunità scientifica: il farmaco, infatti, non solo non ha efficacia contro il virus, ma non è nemmeno mai stato autorizzato alla vendita sia dalla Food and Drug Administration sia dall'Agenzia europea per i medicinali.

## Pubblicazioni
- Come sfruttare la banca, Edizioni l'Altritalia (1993) con Mauro Novelli
- Guida all'uso della banca, Editori Riuniti (1997) con Mauro Novelli
- Euro, la rapina del secolo, Editori Riuniti (2003) con Michele Gambino
- I furbetti del quartierino, Editori Riuniti (2005) con Michele Gambino
- La Repubblica delle banche. Fatti e misfatti del sistema bancario. Con il concorso del controllore, Arianna Editrice (2008), prefazione di Beppe Grillo
- Bankster (molto peggio di Al Capone i Vampiri di Wall Street e Piazza Affari) Editori Riuniti (2010), prefazione di Antonio di Pietro
- Cleptocrazia. Ladri di futuro, Imprimatur (2013)
- Diario di un senatore di strada. La mia battaglia contro banche e lobby di palazzo, Castelvecchi (2014)
- La Banda D'Italia, Chiarelettere (2015), postfazione Luca Ciarrocca
- con Franco Fracassi, Morte dei Paschi. Dal suicidio di David Rossi ai risparmiatori truffati. Ecco chi ha ucciso la banca di Siena, PaperFirst (2017), prefazione di Luigi di Maio e Daniele Pesco